# Comisión Federal de Elecciones
La Comisión Federal de Elecciones o Comisión de Elecciones Federales (nombre original en inglés Federal Election Commission, FEC) es una agencia reguladora independiente de Estados Unidos, cuyo propósito es hacer cumplir la ley de financiamiento de campañas en las elecciones federales de los Estados Unidos. Creada en 1974 mediante enmiendas a la Ley de Campañas Electorales Federales, la comisión describe sus funciones como «divulgar información sobre el financiamiento de campañas, hacer cumplir las disposiciones de la ley, como los límites y prohibiciones de las contribuciones, y supervisar la financiación pública de las elecciones presidenciales», así como de las elecciones de los congresistas.
La comisión no pudo funcionar desde finales de agosto de 2019 hasta diciembre de 2020, con excepción del período de mayo de 2020 a julio de 2020, debido a la falta de quórum. En ausencia de quórum, la comisión no podía votar sobre las quejas ni dar orientación a través de opiniones consultivas. Al 19 de mayo de 2020, había 350 asuntos pendientes en el expediente de ejecución de la agencia y 227 asuntos pendientes de acción.

## Historia y miembros

### Historia
La FEC se estableció en 1974, en una enmienda de la Ley de Campañas Electorales Federales (FECA), para hacer cumplir y regular la ley de financiamiento de campañas. Inicialmente, sus seis miembros serían designados por ambas cámaras del Congreso y el presidente, lo que reflejaba un fuerte deseo de que el Congreso mantenga el control. Dos comisionados serían nombrados por el presidente pro tempore del Senado y dos por el Presidente de la Cámara de Representantes, cada uno por recomendación de los respectivos líderes mayoritarios y minoritarios de esa cámara, y los dos últimos designados por el presidente de EE. UU. Debían ser confirmados por ambas Cámaras del Congreso, y no solo por el Senado. 
El proceso de nombramiento fue invalidado en 1976, en el caso judicial Buckley v. Valeo, cuando la Corte Suprema sostuvo que los comisionados de la FEC eran «funcionarios públicos de la administración estadounidense» bajo la Cláusula de Nombramientos, y debían ser nominados por el presidente y confirmados por el Senado. Por esta razón el Congreso procedió a enmendar la FECA, a fin de cumplir con la sentencia del caso Buckley, y ahora los seis comisionados de la FEC son nominados por el presidente y confirmados por el Senado.
Desde 1990, la FEC se ha polarizado cada vez más, con considerables puntos muertos en la toma de decisiones.

### Miembros
La comisión consta de seis miembros nombrados por el presidente y confirmados por el Senado. Cada miembro es designado por un período de seis años, cada uno de los cuales termina el 30 de abril, y dos puestos están sujetos a designación cada dos años. Sin embargo, los miembros continúan sirviendo después de que expiren sus mandatos hasta que se confirme un nuevo reemplazo, pero pueden renunciar en cualquier momento. Por ley, no más de tres comisionados pueden ser miembros del mismo partido político, lo que pretendía garantizar que las decisiones no fueran partidistas.
La comisión tuvo menos de seis miembros durante varios años después de la renuncia de Ann Ravel (demócrata) en marzo de 2017. El presidente Donald Trump nominó a James E. Trainor III (republicano) el 14 de septiembre de 2017, por un período que expira el 30 de abril de 2023, para permitir el reemplazo de Lee Goodman (republicano), quien renunció en febrero de 2018, creando una segunda vacante. Cuando Matthew Petersen (republicano) renunció el 31 de agosto de 2019, la comisión tenía solo tres miembros y no pudo realizar la mayoría de sus funciones reguladoras y de toma de decisiones debido a la falta de quórum.
Trainor fue confirmado por el Senado el 19 de mayo de 2020, restableciendo el quórum mínimo de cuatro miembros de la comisión. Una reunión se llevó a cabo en línea, debido a la pandemia de coronavirus, el 18 de junio de 2020. Sin embargo, el 25 de junio, Caroline Hunter (republicana) dimitió, a partir del 3 de julio, demodo que volvió a quedarse sin quórum. El 9 de diciembre el Senado confirmó a tres nuevos miembros.
El presidente de la comisión rota entre los miembros cada año, y ningún miembro actúa como presidente más de una vez durante un período de seis años. Sin embargo, un miembro puede servir como presidente más de una vez si se desempeña más allá de la marca de seis años y no se nombra un sucesor; por ejemplo, Ellen L. Weintraub (demócrata) fue presidente en 2003, 2013 y 2019. El presidente de la comisión en 2020 es James Trainor, quien fue elegido el 18 de junio de 2020, sucediendo a Caroline Hunter.

## Deberes de la comisión

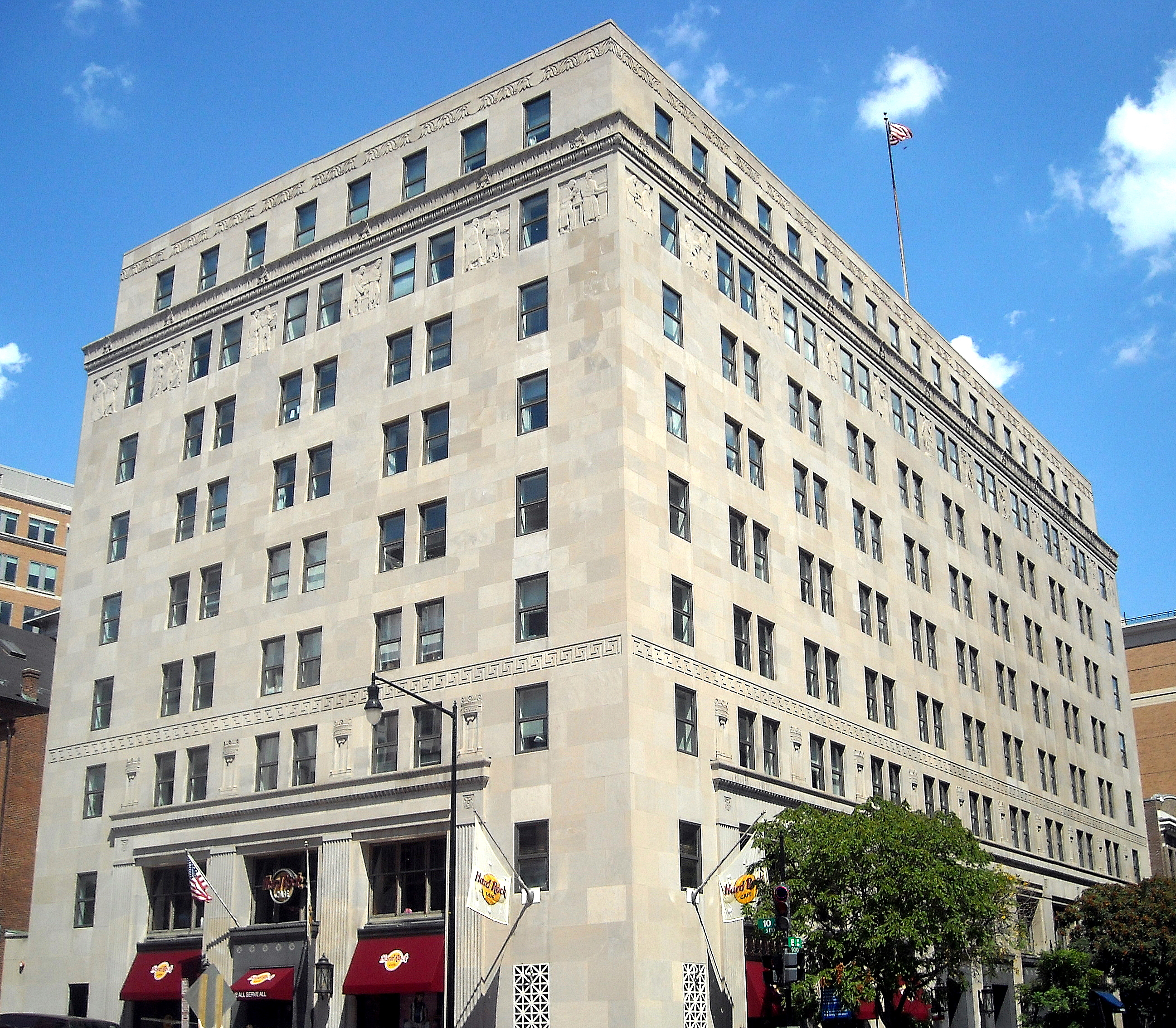
Edificio de la Comisión Federal de Elecciones en Washington, D. C.

El papel de la comisión se limita a la administración de las leyes federales de financiamiento de campañas. Hacer cumplir las limitaciones y prohibiciones sobre las contribuciones y gastos, administrar el sistema de informes para la divulgación de las finanzas de las campañas, investigar y procesar las violaciones, auditar un número limitado de campañas y organizaciones para el cumplimiento, y administrar los programas de financiamiento público presidencial para candidatos presidenciales. Las investigaciones generalmente se inician por quejas de otros candidatos, partidos, grupos de vigilancia, y los ciudadanos en general.
Hasta 2014, el comité también era responsable de regular la nominación en convenciones y defender el estatuto en impugnaciones a leyes y regulaciones electorales federales.
La FEC también publica informes presentados por el Senado, la Cámara de Representantes y las campañas presidenciales, en los cuales se enumera cuánto ha recaudado y gastado cada campaña, y una lista de todos los donantes de más de 200 dólares estadounidenses, junto con la dirección, el empleador y el puesto de trabajo de cada donante. Esta base de datos también se remonta a 1980. Las organizaciones privadas tienen legalmente prohibido usar estos datos para solicitar nuevos donantes individuales, pero pueden usar esta información para solicitar comités de acción política. La FEC también mantiene un activo programa de educación pública, dirigido principalmente a explicar la ley a los candidatos, sus campañas, partidos políticos y demás comités políticos que regula.

### Procedimientos
Según el estatuto, los poderes más importantes de la FEC requieren el voto afirmativo de cuatro comisionados. Estos poderes incluyen la capacidad de realizar investigaciones, denunciar conductas indebidas a las fuerzas del orden, buscar acuerdos con los candidatos y entablar una acción civil en los tribunales para hacer cumplir las regulaciones de financiamiento de campañas. La FEC también puede publicar opiniones consultivas sobre temas de financiamiento de campañas y emitir regulaciones de financiamiento de campañas.
Debido a que los poderes más importantes de la FEC, los de ejecución, acciones civiles, opiniones consultivas y elaboración de reglas, requieren el voto afirmativo de cuatro comisionados, y no más de tres comisionados pueden ser miembros del mismo partido político, se requiere apoyo bipartidista. Con un requisito de supermayoría y un número par de comisionados, los críticos argumentaron que estaba «preparado para estancamientos y travesuras políticas», especialmente en una época de polarización.
De 1996 a 2006, la FEC empató en solo el 2,4% de los asuntos bajo revisión (MUR). En 2008 y 2009, los empates o puntos muertos aumentaron al 13% y al 24,4% de los MUR en 2014. Para 2016, los comisionados estaban estancados en más del 30% de los votos importantes y, en consecuencia, la intensidad de la aplicación de la ley disminuyó significativamente.

### Casos legales
- Buckley v. Valeo , 424 Estados Unidos 1 (1976)
- Comisión Federal de Elecciones v. Akins (1998), autorizando a «cualquier parte agraviada por orden de la Comisión» a entablar una demanda
- McConnell v. Comisión Federal de Elecciones (2003)
- Comisión Federal de Elecciones v. Derecho a la vida de Wisconsin, Inc. (2007), sosteniendo que los anuncios de emisión no pueden ser prohibidos antes de las elecciones
- Davis v. Comisión Federal de Elecciones (2008)
- Ciudadanos Unidos vs. Comisión Federal de Elecciones (2010)
- McCutcheon v. Comisión Federal de Elecciones (2014)